# Высший литературно-художественный институт
Высший литературно-художественный институт имени В. Я. Брюсова (ВЛХИ, в разговорной речи «Брюсовский институт») — специальное высшее учебное заведение в Москве с 1921 по 1925 год. В институте готовили писателей, поэтов, беллетристов, драматургов, критиков и переводчиков (трёхгодичный курс обучения).

## История
По инициативе В. Брюсова институт был создан весной 1921 года в «усадьбе Соллогуба» на основе студии при Лито Наркомпроса (ранее также организованной Брюсовым), литературных курсов при «Дворце искусств», закрытом в феврале, и части Государственного института слова. Кроме того, весной 1922 с ВЛХИ слили Профессионально-техническую школу поэтики, где работал Брюсов и другие преподаватели ВЛХИ.
Пролетариат, овладевающий всеми орудиями производства, изучающий научную организацию труда, не мог пройти мимо такого могучего орудия культуры, каковым является слово. Производственно овладеть словом — такова задача ВЛХИ, созданного пролетарской властью.
В начале 1924 года в связи с торжественно отмечавшимся юбилеем Валерия Брюсова (декабрь 1923) институту было присвоено его имя.
После смерти Брюсова в декабре 1924 по решению Оргбюро ЦК ВКП(б) ректором был назначен В. П. Полонский. Загруженный издательскими и редакционными делами, Полонский в институте не появлялся, документы на подпись получал от проректора М. С. Григорьева, который и осуществлял фактическое руководство.
В начале января 1925 комиссия по облегчению жилищной тесноты в Москве во главе с Н. М. Шверником приняла решение о переводе в Ленинград ряда вузов, и в том числе ВЛХИ. Хлопоты Полонского были безуспешны. Из сорока преподавателей согласились переехать в Ленинград только Шенгели и Зунделович. 15 июня 1925 коллегия Главпрофобра приняла решение:
«Ввиду выяснившейся невозможности перевода ВЛХИ в Ленинград считать его ликвидированным».
Григорьев смог организовать Высшие государственные литературные курсы, куда перешли костяк бывших преподавателей ВЛХИ и часть студентов младших курсов. Старшекурсники доучивались в других вузах.
Предшественник Литературного института им. Горького, который создавался уже с учётом опыта этого института.

## Преподаватели
- В. Я. Брюсов (энциклопедия стиха, древнегреческая литература, история римской литературы, латинский язык в связи с общим языкознанием, семинарий по всеобщей истории)
- Г. А. Шенгели (стиховедение)
- М. П. Малишевский (общая метротоническая стихология) — учёный секретарь, затем помощник заведующего учебной частью
- М. А. Цявловский (русская литература 1800—1830-х годов)
- Ю. М. Соколов (русская устная словесность)
- Я. О. Зунделович (семинарии по Гоголю, Достоевскому, Тютчеву)
- К. Г. Локс (теоретическая поэтика, курс прозы)
- М. Д. Эйхенгольц (история французской литературы)
- В. Ф. Переверзев (русская литература после Гоголя)
- П. С. Коган (исторический материализм, западная литература)
- М. С. Григорьев (логика, психология) — проректор по учебной части с 1922
- Л. Г. Якобсон (историческая поэтика)
- И. А. Кашкин (английский язык)
- И. С. Рукавишников (стихосложение)

## Известные студенты и выпускники
- Абрамов, Александр Иванович
- Андреев, Даниил Леонидович
- Джек Алтаузен
- Благинина, Елена Александровна
- Артём Весёлый (не окончил)
- Николай Дементьев
- Магжан Жумабаев
- Степан Злобин (не окончил)
- Н. Кальма
- Иван Приблудный (не окончил)
- Михаил Светлов
- Б. В. Михайловский
- Б. А. Песис
- Б. И. Пуришев
- Г. О. Гаузнер[3]